# Nowy Kraszew
Nowy Kraszew – wieś w Polsce położona w województwie mazowieckim, w powiecie wołomińskim, w gminie Klembów. Ma status sołectwa.
Do Nowego Kraszewa należą 4 ulice, m.in.: Jana Pawła II, Polna, Dębowa, Leśna.
W latach 1975–1998 miejscowość administracyjnie należała do województwa ostrołęckiego.
Wierni Kościoła rzymskokatolickiego należą do parafii św. Klemensa Papieża i Męczennika w Klembowie.